# Факти (ICTV)
«Факти» — щоденна інформаційно-аналітична програма на телеканалі ICTV, яка має п'ять розширених випусків протягом доби. Вперше програма вийшла 18 вересня 2000 року й у вересні 2020 року відсвяткувала свій двадцятирічний ювілей.
Хроніка дня в Україні та за кордоном. У центрі подій — Україна, вписана у світовий контекст. Програма про людей і для людей. Теми сюжетів — політика і влада, економіка і наука, суспільство і культура. Журналісти програми мають досвід роботи як в українських глибинках, так і за кордоном. Готує «Факти» на ICTV команда професіоналів на чолі з головною редакторкою інформаційної служби Оленою Фроляк.
«Факти» стали найкращою інформаційною програмою у 2001 та 2002 роках за версією найпрестижнішої телевізійної премії Телетріумф. Золоту статуетку цієї нагоди отримували й ведучі новин ICTV: Олена Фроляк (2001, 2007 та 2011 роках), Іванна Коберник (2003 р.).
«Факти» завжди вирізнялись своєю об'єктивною подачею новин, саме тому вони постійно очолюють турнірну таблицю телевізійних рейтингів. Зокрема, найбільшу частку програма мала у 2019 році — 19,8 % за аудиторією 18-54.

## Нагороди
| Рік  | Номінація                                   | Переможець                      |
| ---- | ------------------------------------------- | ------------------------------- |
| 2001 | Інформаційна програма                       | Факти ICTV                      |
| 2001 | Ведуча інформаційної програми               | Олена Фроляк, Факти ICTV        |
| 2002 | Інформаційна програма                       | Факти ICTV                      |
| 2002 | Ведуча інформаційної програми               | Оксана Соколова, Факти ICTV     |
| 2003 | Ведуча інформаційної програми               | Іванна Коберник, Факти ICTV     |
| 2007 | Ведуча інформаційної програми               | Олена Фроляк, Факти ICTV        |
| 2007 | Підсумкова інформаційно-аналітична програма | Факти тижня з Оксаною Соколовою |
| 2009 | Підсумкова інформаційно-аналітична програма | Факти тижня з Оксаною Соколовою |
| 2010 | Підсумкова інформаційно-аналітична програма | Факти тижня з Оксаною Соколовою |
| 2011 | Ведуча інформаційної програми               | Олена Фроляк, Факти ICTV        |
| 2011 | Ведуча інформаційно-аналітичної програми    | Оксана Соколова, Факти тижня    |

## Факти ICTV в Інтернеті
Fakty.com.ua — один з популярних новинних ресурсів серед українських онлайн-ЗМІ. Вже 4 роки поспіль сайт Факти ICTV входить в список 10 кращих ресурсів України. Середньомісячна аудиторія сайту складає понад 3 млн унікальних відвідувачів. У 2021 році було запущено іще два тематичних сайти — Факти. Здоров'я та Факти. Лайфстайл

## Випуски

### Факти. Спорт
У будні з вівторка по п'ятницю ведучі Андрій Ковальський та В'ячеслав Цимбалюк розповідають в етері ICTV абсолютні рекорди і беззаперечні перемоги, поразки та розчарування, долі секунди, що віддаляють переможця від переможеного. Світ спорту в усій своїй динаміці та красі — щодня на ICTV.

### Факти (ранкові випуски)
У рамках ранкового шоу «Ранок у Великому місті» у будні з вівторка по п'ятницю кожної години виходить три випуски Фактів по 5 хв. кожен. Ведучі — Петро Дем'янчук, Анастасія Мазур та Юлія Сеник. Виходять о 06:45, 07:15, 07:45, 08:45

### Факти (денні випуски)
Випуск 12:45 виходить щодня. Ведуть ці випуски новин — Петро Дем'янчук та Анастасія Мазур. Виходять о 12:45 і 15:45, останній — виходить лише у будні і його ведучими зазвичай є: Олена Фроляк, Інна Шевченко та Оксана Гутцайт

### Факти (основний блок новин)
Основний випуск новин о 18:45, а з 2014 року — додатковий випуск о 21:00 (понеділок — п'ятниця). Випуски по 25 хв. Ведуть позмінно щотижня: Олена Фроляк, Інна Шевченко та Оксана Гутцайт.

### Факти тижня
Факти тижня — підсумковий інформаційний проєкт покликаний зробити інформаційне і публіцистичне мовлення каналу логічно завершеним. Ведучі проєкту — Оксана Соколова та Сергій Кудімов.

### Марафон «Єдині новини»
З 24 лютого 2022 року через російського вторгнення в Україну деякі українські телеканали розпочали загальнонаціональний телемарафон «Єдині новини». В рамках марафону команди «Фактів» і «Вікон» спільно виробляють інформаційний блок від «Starlight Media».

## Графік виходу програм в етер
| Час                 | Дні тижня          | Опис         | Ведучі                                         |
| ------------------- | ------------------ | ------------ | ---------------------------------------------- |
| 06:45, 07:15, 07:45 | вівторок-п'ятниця  | Факти. Ранок | Петро Дем'янчук, Анастасія Мазур та Юлія Сеник |
| 08:45               | понеділок-п'ятниця | Факти. Ранок | Петро Дем'янчук, Анастасія Мазур               |
| 12:45               | понеділок-неділя   | Факти. День  | Петро Дем'янчук, Анастасія Мазур               |
| 15:45               | понеділок-п'ятниця | Факти. День  | Олена Фроляк, Інна Шевченко, Оксана Гутцайт    |
| 18:45               | понеділок-субота   | Факти. Вечір | Олена Фроляк, Інна Шевченко, Оксана Гутцайт    |
| 21:00               | понеділок-п'ятниця | Факти. Вечір | Олена Фроляк, Інна Шевченко, Оксана Гутцайт    |
| 18:45               | неділя             | Факти тижня  | Оксана Соколова, Сергій Кудімов                |